# Список заслуженных тренеров СССР (пулевая стрельба)
Почётное спортивное звание, присваивалось в 1956—1992 годах.
| 1956 год |                              |            |                         |           |                 |  |
| 1        | Андреев Илья Константинович  | 04.08.1956 | ??.??.???? — ??.??.1982 | Москва    |                 |  |
| 2        | Иохельсон Илья Рафаилович    | 04.08.1956 |                         | Москва    |                 |  |
| 3        | Шишагин Борис Павлович       | 04.08.1956 |                         | Ленинград |                 |  |
| 1957 год |                              |            |                         |           |                 |  |
| 1        | Войнюнский Исаак Григорьевич | ??.02.1957 | 23.12.1906 — ??.??.1986 | Ленинград | ДОСААФ          |  |
| 2        | Гааге Виктор Артурович       | ??.02.1957 |                         | Москва    | ДОСААФ          |  |
| 3        | Гордюк Василий Игнатьевич    | ??.02.1957 | 10.04.1915 — 06.08.1993 | Москва    | ДОСААФ          |  |
| 4        | Иодко Владимир Владимирович  | ??.02.1957 | 01.11.1910 — 29.10.1976 | Москва    | ДОСААФ          |  |
| 5        | Макаров Леонид Владимирович  | ??.02.1957 | ??.??.1911 — ??.??.1992 | Москва    |                 |  |
| 6        | Козлов Георгий Георгиевич    | ??.02.1957 | 05.06.1909 — 16.10.1990 |           | Советская Армия |  |
| 1962 год |                              |            |                         |           |                 |  |
| 1        | Поликанин Евгений Иванович   | ??.03.1962 | 08.11.1932 — 15.05.2013 |           |                 |  |
| 2        | Вайнштейн Лев Матвеевич      | ??.11.1962 | 12.03.1916 - 25.12.2004 |           |                 |  |
| 3        | Иванилов Виктор Дмитриевич   | ??.11.1962 | 13.04.1919              |           |                 |  |
| 4        | Меривяли Энн Юханович        | ??.11.1962 | 03.09.1916 — 29.06.1994 |           |                 |  |

## 1965
- Лаар, Йоханнес Я. 8.7.1919 — 10.9.2001[7]

## 1969
- Минин, Рафаил Александрович 13.10.1907-22.03.1990
- Михайлов, Виктор Иванович 1914 — 06.1992

## 1970
- Агонин, Давид Давидович
- Ратников, Юрий Дмитриевич 3.10.1933 — 2002
- Сечерин, Н. Ф.
- Хайдуров, Ефим Леонтьевич 16.01.1925-24.12.2012
- Черкасов, Валерий Евгеньевич 30.10.1932

## 1972
- Бобрун, Дмитрий Викторович 02.12.1926
- Дмитренко, Антон Артемович 30.01.1909 — 11.05.1984

## 1974
- Кропотин, Александр Данилович 21.11.1925 — ??.??.1989

## 1975
- Симонян, Юрий Самсонович 1943—2001

## 1980
- Банников, Анатолий Кириллович ?-1998
- Евдокимов, Владимир Михайлович 16.10.1935
- Курбанов, Александр Кириллович
- Лапкин, Олег Александрович
- Шамбуркин, Виктор Николаевич

## 1981
- Эсельсон, Иосиф Михайлович

## 1982
- Ниязов, Марат Атаевич
- Парфиянович, Александр Александрович
- Петров, Леонид Павлович
- Эрдман, Аллан Ричардович

## 1984
- Комаристова, Тамара Ильинична 21.03.1933
- Курт-Суин, Муса Алиевич 12.4.1925 — 13.01.2001[8]
- Никитин, Иоганн Иванович 16.07.1929
- Пестанов, Николай Терентьевич 1.5.1938
- Поддубный, Анатолий Петрович
- Сулейманов, Ренарт Вафич

## 1989
- Борзов, Юрий
- Деркачев, Евгений Петрович

## 1990
- Волькенштейн, Маргарита Францевна

## 1991
- Баранов, Анатолий Евгеньевич
- Цаликов, Таймураз Борисович 25.03.1952[9]

## неизв
- Авилов, Виктор Петрович
- Кучерявая, Людмила Николаевна 22.10.????
- Логвиненко, Владимир Владимирович
- Пищукевич, Олег Владимирович 31.07.1956
- Рассказов, Евгений Викторович 21.10.1941
- Сазонтов, Валентин Алексеевич
- Салуквадзе, Вахтанг Моисеевич
- Тягний, Софья Павловна 10.04.1927